# ميخائيل ماكهيو
ميخائيل ماكهيو (بالإنجليزية: Michael Hudson McHugh)‏ هو محامي وقاضي أسترالي، ولد في 1 نوفمبر 1935 في نيوساوث ويلز في أستراليا.